# Marcelle Verdat
Marcelle Verdat (* 4. März 1896 in Châtenoy-le-Royal, Département Saône-et-Loire; † 6. Februar 1972 in Chalon-sur-Saône, Burgund) war eine französische Schriftstellerin, die unter dem Pseudonym M. Bonnardot (dem Geburtsnamen ihrer Mutter) veröffentlichte.

## Leben
Marcelle war die Tochter von Anthelme Michel Alphonse Verdat, einem Hauptmann der Infanterie aus dem Weiler Vessey in der Gemeinde Châtenoy-le-Royal und dessen Ehefrau Eugénie Pauline Isaure Marie-Thérèse. Sie war das zweitjüngste von vier Kindern. Zwei ihrer Geschwister waren die späteren Schriftstellerinnen Marguerite Verdat (1893–1971) und Germaine Verdat (1897–1982). Wie ihre Schwester Marguerite war auch Marcelle Mitglied in der Société des Gens de Lettres. Ab 1950 war sie auch Mitglied in der Association des écrivains de langue française.

## Werke
Romane
- 1932 La révolte, ill. H. Ferran, coll. Printemps N° 112
- 1932: Cricri et sa princesse, ill. André Pécoud, dans La Semaine
- 1933: Une heure chez les habitants de l'eau, dans Guignol
- 1934: La Princesse Nada veut faire quelque chose, dans Suzette en vacances
- 1936: Un fameux reportage, coll. Printemps N° 193
- 1938: Le cavalier muet, ill. Le Rallic, coll. Printemps N° 259
- 1940: La potiche bleue, coll. Printemps N° 297

Kurzgeschichten im La Semaine de Suzette
- 1932: Cricri et sa princesse (Illustration: André Pécoud)
- 1932: Le panier percé, (Illustration: Dody)
- 1934: Le pot de géraniums de Monsieur Corbillon
- 1935: Le diamant rose
- 1935: La tour hantée, Ferdinand Raffin
- 1935: La tabatière de Tante Catherine
- 1935: Capucine et Volubilis chez M. Parasol, (Illustration: Jacqueline Duché)
- 1936: Le polichinelle de pain d'épice, (Illustration: Le Rallic)
- 1936: La case de l'Oncle Tom, (Illustration: Le Rallic)
- 1938: Le petit roi du silence, (Illustration: Manon Iessel)
- 1938: Les oeufs de Pâques de Tante Claude
- 1938: Dans la vieille cuisine, (Illustration: Mad Hermet)
- 1938: Les chevaux qui ne s'arrêtaient jamais, (Illustration: Raymond de la Nézière)